# The Very Thought of You (album Ricky’ego Nelsona)
The Very Thought of You – muzyczny album amerykańskiego piosenkarza Ricky'ego Nelsona wydany przez wytwórnię Decca Records 3 sierpnia 1964 roku. 

## Utwory
| A1 | My Old Flame                                   | 2:13 |
| A2 | Just A Little Bit Sweet                        | 2:12 |
| A3 | The Loneliest Sound                            | 2:38 |
| A4 | You'll Never Fall In Love Again                | 2:57 |
| A5 | The Very Thought Of You                        | 1:55 |
| A6 | I Don't Wanna Love You                         | 2:07 |
| B1 | I'll Get You Yet                               | 2:55 |
| B2 | I Wonder (If Your Love Will Ever Belong To Me) | 2:20 |
| B3 | Be My Love                                     | 2:16 |
| B4 | I Love You More Than You Know                  | 2:48 |
| B5 | Love Is The Sweetest Thing                     | 2:15 |
| B6 | Dinah                                          | 3:53 |